# 米德韋 (阿肯色州馬里昂縣)
米德韋（英語：Midway）是位於美國阿肯色州馬里昂縣的一個非建制地區。該地的面積和人口皆未知。

## 地理
米德韋的座標為36°24′38″N 92°39′47″W / 36.41056°N 92.66306°W，而該地的平均海拔高度為250米（即810英尺）。